# الدلفة (ساة)
'

تعديل مصدري - تعديل

الدلفة هي إحدى قرى عزلة ساه بمديرية ساة التابعة لمحافظة حضرموت، بلغ تعداد سكانها 427 نسمة حسب تعداد اليمن لعام 2004.